# Назаров, Хамиджан
Назаров Хамиджан (1917—2012) — новатор сельскохозяйственного производства, Председатель колхоза имени Ленина Сталинабадского района Таджикской ССР, Герой Социалистического Труда (1957). Участник Великой Отечественной войны (Великая Отечественная война). Депутат Верховного Совета Союза СССР.

## Биография
Окончил партийную школу в районе Ленина (1934), педагогический институт Сталинабада (1939). Трудился учителем, инспектором райфинотдела.
В 1941—1943 участвовал в Великая Отечественная война. С 1943 года трудился в администрации исполкома Совета народных депутатов, председателем кишлачного совета, председателем колхоза. По итогам трудовой деятельности за 1948 год был награждён в 1949 году Орденом Ленина. В 1948 году вступил в ВКП(б). В 1949 окончил сельскохозяйственный институт в Сталинабаде.
В 1950 году избран председателем колхоза имени Ленина Сталинабадского района. Вывел колхоз в число передовых сельскохозяйственных предприятий Сталинабадского района. Указом Президиума Верховного Совета СССР «О присвоении звания Героя Социалистического Труда колхозникам, колхозницам, работникам машинно-тракторных станций, партийным и советским работникам Таджикской ССР» от 17 января 1957 года удостоен звания Героя Социалистического Труда за «выдающиеся успехи, достигнутые в деле развития советского хлопководства, широкое применение достижения науки и передового опыта в возделывании хлопчатника и получение высоких и устойчивых урожаев хлопка-сырца» с вручением ордена Ленина и золотой медали «Серп и Молот».
Избирался депутатом Верховного Совета СССР 5-го созыва (1958—1962).
В последующие годы трудился в Центральном союзе потребительских обществ Таджикской ССР.
В 1970—1990 работал директором совхоза «Ватан» (Шахритуз), директором заготконторы Таджикской ССР, директором рынка «Путовский» в городе Душанбе, директором дома отдыха «Пугуз», директором гостиниц и в других учреждениях.
В последние годы жил с сынам Назровым Юнусджоном и Назаровым Гафурджоном в районе Шохмансур города Душанбе, Таджикистан.

## Награды
- Герой Социалистического Труда
- Орден Ленина — дважды (05.05.1949; 17.01.1957)
- Орден Трудового Красного Знамени) (23.10.1954)
- Медаль «За трудовую доблесть» (15.10.1953).